# آل مکتوم
خاندان سلطنتی آل مکتوم خاندان حاکم بر امارت دبی و یکی از شش خاندان سلطنتی امارات متحده عربی است. ریشه این خاندان به یکی از شاخه های قبیله بنی یاس برمیگردد و از این طریق با خاندان سلطنتی ابوظبی ( آل نهیان) نسبت مشترک خانوادگی دارند.

## تاریخ
جد این خاندان مکتوم بن بطی آل مکتوم در سال 1833 با 800 مرد به منطقه دبی رفته و امارت را پایه گذاشته.

## حاکمان آل مکتوم
آل مکتوم  ومؤسسین امارت دبی عبارتند از:
- مکتوم بن بطی آل مکتوم (۱۸۳۳- ۱۸۵۲)
- سعید بن بطی آل مکتوم (۱۸۵۲- ۱۸۵۹)
- حشر بن مکتوم آل مکتوم (۱۸۵۹- ۱۸۸۶)
- راشد بن مکتوم آل مکتوم (۱۸۸۶- ۱۸۹۴)
- مکتوم بن حشر آل مکتوم (۱۸۹۴ - ۱۹۰۶)
- بطی بن سهیل آل مکتوم (۱۹۰۶- ۱۹۱۲)
- سعید بن مکتوم آل مکتوم (۱۹۱۲ - ۱۹۲۹)
- راشد بن سعید آل مکتوم (۱۹۵۸- ۱۹۹۰)
- مکتوم بن راشد آل مکتوم (۱۹۹۰ - ۲۰۰۶)
- محمد بن راشد آل مکتوم (۲۰۰۶ – تا امروز)